# Писарев Андрій Костянтинович
Андрій Костянтинович Писарев (17 січня 1961, Казань, Татарська АРСР, СРСР) — радянський хокеїст, нападник.

## Біографічні відомості
Вихованець казанської хокейної школи. Виступав за клуби СК ім. Урицького (Казань), «Динамо» (Харків), «Нафтохімік» (Нижньокамськ), ТАН (Казань) і «Прогрес» (Глазов, Удмуртія). У вищій лізі СРСР провів 66 матчів (13+18), у чемпіонаті МХЛ — 35 (3+8). Майстер спорту СРСР. Освіта — вища (викладач фізичного виховання). Директор спортивної школи «Зміна» (Казань).

## Статистика
В елітних дивізіонах:
| Сезон   | Клуб                        | Ліга | І  | Г | П  | О  | ШХ |
| ------- | --------------------------- | ---- | -- | - | -- | -- | -- |
| 1989-90 | СК ім. Урицького (Казань)   | СРСР | 30 | 6 | 10 | 16 | 12 |
| 1990-91 | «Ітіль» (Казань)            | СРСР | 28 | 5 | 7  | 12 | 20 |
| 1991-92 | «Ітіль» (Казань)            | СРСР | 8  | 2 | 1  | 3  | 4  |
| 1995-96 | «Нафтохімік» (Нижньокамськ) | МХЛ  | 35 | 3 | 8  | 11 | 28 |

Статистика виступів за харківський клуб:
| Сезон   | Клуб              | Ліга   | І  | Г  | П | О  | ШХ |
| ------- | ----------------- | ------ | -- | -- | - | -- | -- |
| 1982-83 | «Динамо» (Харків) | СРСР-2 | 51 | 17 | 5 | 22 |    |
| 1983-84 | «Динамо» (Харків) | СРСР-2 | 49 | 1  |   |    |    |